# Sambilawang (Dlanggu)
Sambilawang is een bestuurslaag in het regentschap Mojokerto van de provincie Oost-Java, Indonesië. Sambilawang telt 4013 inwoners (volkstelling 2010).